# Тетрафобия
Тетрафобия (от старогръцки: τετράς – „четири“ и φόβος – „страх“) е ирационален страх от числото 4, приемащо се за предразсъдък. Това суеверие е разпространено главно в страните от Източна Азия – Китай, Япония и Корея. Причина за възникване на фобията е че произнасянето на китайски език на йероглифа, означаващ „четири“: „съй“ (на китайски: 四), е почти същото като думата „смърт“ (на китайски: 死), разликата е само в тона. В корейския и японския езици тези думи с незначителна промяна в произношението са преминали от китайския.
Суеверието е дотолкова разпространено в тези страни, че в болниците и обществените учреждения етажи с номера завършващи на четири почти винаги липсват. При това в чест на гостите от Запада понякога отсъства и числото 13, в резултат на което зданието може да се окаже „по-високо“, отколкото е всъщност. Премълчаването на числото „четири“ е прието и в рамките на семейството, особено, когато някой от членовете му е болен. Номерата на мобилните телефони, завършващи на четири или съдържащи много четворки струват много по-евтино от останалите.
Nokia не използва цифрата 4 в имената на марките на мобилните си телефони, предназначени за азиатския пазар.
Подобното, но по-разпространено суеверие на запад от числото 13 се нарича трискайдекафобия.